# Airspeed Oxford
L'Airspeed AS.10 Oxford era un bimotore da addestramento ad ala bassa prodotto dall'azienda britannica Airspeed Ltd nella seconda parte degli anni trenta.
Sviluppato dall'Airspeed Envoy destinato all'impiego civile, entrambi i velivoli vennero utilizzati, all'epoca della seconda guerra mondiale, per l'istruzione al volo nelle scuole di pilotaggio del Regno Unito e del Commonwealth. 

## Utilizzatori
(lista parziale)
 Australia
- Royal Australian Air Force

 Belgio
- Force aérienne belge/Belgische Luchtmacht

 Birmania
- Union of Burma Air Force

 Canada
- Royal Canadian Air Force

 Cecoslovacchia
- Československé vojenské letectvo

operò con un solo esemplare, in servizio dal 1945 al 1948.
 Ceylon
- Royal Ceylon Air Force

 Congo belga
- Force Publique